# Naissance en 1106
Naissance
- 1102
- 1103
- 1104
- 1105
- 1106
- 1107
- 1108
- 1109
- 1110

Cette page dresse une liste de personnalités nées au cours de l'année 1106 :
- Al-Mutawakkil Ahmad bin Sulayman (en), imam yéménite.
- Alexis Comnène, co-empereur byzantin.
- Fujiwara no Michinori, poète et moine bouddhiste japonais.
- Hugues II du Puiset-Jaffa, comte de Jaffa.
- Hugues VIII de Lusignan, dit le Vieux ou le Brun, seigneur de Lusignan.
- Magnus Ier de Suède, roi de Suède.
- Minamoto no Yorimasa, ou Gensammi Yorimasa, samouraï du clan Minamoto, et le chef des armées du clan au début de la guerre de Gempei.
- Xing (en), impératrice consort chinoise.

date incertaine (vers 1106)
- Célestin III, pape.

## Crédit d'auteurs
- Cet article est partiellement ou en totalité issu de l'article intitulé « 1106 » (voir la liste des auteurs).